# الحارث بن قيس بن عدي
الحَارِثُ بنُ قَيْس بن عَدِي بن سعد بن سَهْم القُرشي السهمي كان أحد أشراف قريش في الجاهلية، وكانت الحكومةُ والأموال تُجْمَع إليه، كان من المستهزئين، وفيه نزلت: ﴿أَفَرَأَيْتَ مَنِ اتَّخَذَ إِلَهَهُ هَوَاهُ﴾، أسلم أبناؤه وهاجروا إلى الحبشة، وقال ابْنَ عَبْدِ البَرِّ أنه أسلم وهاجر مع بينه إلى الحبشة، لم يذكر أحدٌ أنه أسلم إلَّا أبو عُمر، والصحيح أنه كان من المستهزئين.

## استهزاؤه بالنبي
كان الحارث بن قيس بن عدي أحد المستهزئين المؤذين لرسول الله، وهو ابن الغيطلة، وهي من ولد شنوق بن مرة بن عبد مناة بن كنانة، والغيطلة أم أولاد قيس بن عدي، نسبوا إليها، وهو الذي نزلت فيه: ﴿أَفَرَأَيْتَ مَنِ اتَّخَذَ إِلَهَهُ هَوَاهُ﴾ سورة الجاثية آية 23، وكان يأخذ حجرًا، فإذا رأى أحسن منه تركه وأخذ الأحسن، وكان يقول: لقد غر محمد نفسه وأصحابه أن وعدهم أن يحيوا بعد الموت، والله ما يهلكنا إلا الدهر ومرور الأيام والأحداث. ورُوِى أنه أكل حوتًا مملوحًا، فلم يزل يشرب عليه الماء حتى مات. ويقال: إنه أصابته الذبحة، وقال بعضهم: امتحض رأسه قيحا.

## أبناؤه
1. أبو قيس بن الحارث بن قيس بن عدي
2. الحارث بن الحارث بن قيس بن عدي
3. عبد الله بن الحارث بن قيس بن عدي
4. السائب بن الحارث بن قيس بن عدي
5. بشر بن الحارث بن قيس بن عدي
6. سعيد بن الحارث بن قيس بن عدي
7. تميم بن الحارث بن قيس بن عدي
8. معمر بن الحارث بن قيس بن عدي[3]، وقد أسلموا وهاجروا جميعًا إلى الحبشة .[4]